# Esperadinha flygplats
Esperadinha flygplats är en nedlagd flygplats i närheten av 
Fajã de Agua på ön Ilha Brava i Kap Verde.
Flygplatsen invigdes år 1992 och stängde tolv år senare på grund av farliga vindförhållanden. Flygplatsbyggnaden och kontrolltornet finns kvar men är starkt förfallna.